# Soil Biology and Biochemistry
Soil Biology and Biochemistry – recenzowane czasopismo naukowe publikujące w dziedzinie pedobiologii i biochemii gleby. 
Tematyka pisma obejmuje badania nad procesami biologicznymi zachodzącymi w glebie, ze szczególnym uwzględnieniem: ekologii i procesów biochemicznym organizmów glebowych oraz wpływu tychże na środowisko i ich zależności z roślinami.
W 2015 roku roczny wskaźnik cytowań czasopisma wynosił 4,152, a pięcioletni 5,041.